# Péter Juhász
Péter Juhász (ur. 3 sierpnia 1948 w Łuczeńcu, zm. 29 marca 2024) – węgierski piłkarz grający na pozycji obrońcy. W swojej karierze rozegrał 24 mecze w reprezentacji Węgier, w których strzelił 1 gola.

## Kariera klubowa
Swoją karierę piłkarską Juhász rozpoczynał w klubie XV. kerületi Vasas, a następnie przeszedł do Újpesti Dózsa z Budapesztu. W sezonie 1967 zadebiutował w nim w pierwszej lidze. Wraz z Újpestem siedmiokrotnie zostawał mistrzem Węgier w sezonach 1969, 1970, 1970/1971, 1971/1972, 1972/1973, 1973/1974 i 1974/1975 oraz jeden raz wicemistrzem w sezonie 1968. Wygrywał też rozgrywki o Puchar Węgier w latach 1969, 1971 i 1975. W 1969 roku dotarł do finału Pucharu Miast Targowych, jednak nie wystąpił w przegranym finałowym dwumeczu (0:3, 2:3) z Newcastle United.
W 1976 roku Juhász odszedł z Újpestu do Tatabányai Bányász. Grał w nim do 1978 roku. W latach 1979–1982 występował w Volán FC, a w sezonie 1982/1983 - w 22. sz. Volán. Następnie grał też w klubach Göd i Chinoin. W 1986 roku zakończył w tym drugim swoją karierę.

## Kariera reprezentacyjna
W reprezentacji Węgier Juhász zadebiutował 4 kwietnia 1971 roku w wygranym 2:0 towarzyskim meczu z Austrią. W 1972 roku wystąpił w dwóch meczach turnieju finałowego Euro 72: półfinale ze Związkiem Radzieckim (0:1) i o 3. miejsce z Belgią (1:2). W tym samym roku był podstawowym zawodnikiem kadry Węgier podczas igrzysk olimpijskich w Monachium, na których zdobył srebrny medal. Od 1971 do 1973 roku rozegrał w kadrze narodowej 24 mecze, w których strzelił 1 gola.